# Birte Christoffersen
Birte Christoffersen-Hanson, numera Ekberg, född 28 mars 1924 i Köpenhamn, är en dansk och därefter svensk före detta simhoppare.
Christoffersen blev olympisk bronsmedaljör i höga hopp vid sommarspelen 1948 i London.